# I’m the Problem (альбом Моргана Уоллена)
I’m the Problem — четвёртый студийный альбом американского кантри-певца Моргана Уоллена, вышедший 16 мая 2025 года на лейбле Big Loud Records. Среди гостевых участников — Тейт Макрей, Эрик Чёрч, Hardy, Ernest и Post Malone.
Альбом дебютировал на первом месте в американском чарте Billboard 200, а также в Австралии, Великобритании, Канаде, Новой Зеландии, Норвегии и других странах. Два сингла из альбома возглавили чарт Billboard Hot 100: «Love Somebody» и «What I Want». 36 из 37 треков вошли в чарт Hot 100 и в Hot Country Songs.

## Предыстория
3 марта 2023 года Уоллен выпустил третий студийный альбом One Thing at a Time. Его самый успешный альбом на сегодняшний день, он возглавлял американский чарт Billboard 200 19 недель подряд в течение 2023 и 2024 годов, став в итоге самым продаваемым альбомом 2023 года. К первой годовщине альбома Уоллен выпустил альбом Abbey Road Sessions, который включал акустическое исполнение песни «Lies Lies Lies», лид-сингла с его грядущего альбома.

## Синглы и промосинглы
Песня «Lies Lies Lies» была выпущена в качестве лид-сингла 5 июля 2024 года. Второй сингл «Love Somebody» был выпущен 18 октября и дебютировал на первом месте в Billboard Hot 100, став его третьей песней, возглавившей чарт. «Smile» был неожиданно выпущен в качестве промо-сингла в канун Нового 2024 года.
Песни «Just in Case» и «I’m a Little Crazy» были выпущены в качестве промо-синглов 21 марта 2025 года, одновременно с объявлением даты выхода альбома и его предзаказом. 31 марта 2025 года песня «Just in Case» была выпущена для радиоформата кантри для немедленного прослушивания в качестве четвертого официального радиосингла альбома. «Just in Case» в чарте 5 апреля 2025 года дебютировал на 4-м месте в Billboard Hot 100, став 14-м хитом Уоллена в топ-10 и рекордным пятым с альбома ещё до его выхода. В чарте от 3 мая он увеличил этот рекорд до шестого трека, которым стала песня «I Ain’t Comin’ Back», дебютировавшая на 8-м месте в топ-100. «I Ain’t Comin’ Back» и «Superman» были выпущены в качестве промо-синглов 18 апреля и 9 мая 2025 года соответственно. К релизу альбома был приурочен выход песни «What I Want» с канадской певицей Тейт Макрей, которая стала пятым синглом альбома.

## Релиз и продвижение
26 января 2024 года он сообщил, что приступит к записи следующего альбома в конце февраля 2024 года. В заявлении от 24 января 2025 года, почти год спустя, Уоллен выразил благодарность своим поклонникам и сообщил, что продолжает работать над новой музыкой. Он сообщил, что его следующий альбом будет называться I’m the Problem. Новость также включала объявление о выпуске заглавного трека 31 января, который ранее анонсировался 13 января 2024 года с подписью «I guess».
Уоллен отправится в турне по стадионам Северной Америки для продвижения альбома позже в 2025 году. Турне из 19 дат включает остановки в десяти городах и продлится с 20 июня по 13 сентября 2025 года. Среди гостей — Brooks & Dunn, Миранда Ламберт, Томас Ретт, Кои Ветцель, Гэвин Адкок, Кори Кент, Эллы Лэнгли и Энн Уилсон.
14 марта 2025 года Уоллен сообщил через Instagram, что работа над альбомом завершена, и представил трек под названием «Just in Case».

## Отзывы
| Совокупная оценка   | Совокупная оценка |
| Источник            | Оценка            |
| ------------------- | ----------------- |
| Metacritic          | 64/100            |
| Оценки критиков     |                   |
| Источник            | Оценка            |
| AllMusic            | [ 19 ]            |
| The Daily Telegraph | [ 20 ]            |
| Paste               | 6.0/10            |
| Pitchfork           | 6.4/10            |
| Rolling Stone       | [ 23 ]            |

I’m the Problem получил смешанные отзывы. На агрегаторе рецензий Metacritic, он получил 64/100 баллов, что означает «в целом благоприятные отзывы».
AllMusic отметил, что «Продолжение альбома 2023 года One Thing at a Time, который продержался на вершине чарта Billboard 200 19 недель подряд, альбом I’m the Problem представляет собой ещё один размашистый двойной альбом Моргана Уоллена, сочетающий в себе элементы кантри, поп-музыки и хип-хопа. В сборник из 37 треков вошли хиты „Lies Lies Lies“ и „Love Somebody“, а также известные коллаборации с Post Malone („I Ain’t Comin’ Back“), Эриком Чёрчем („Number 3 and Number 7“) и Тейт Макрей („What I Want“), среди прочих».
В Paste похвалили мелодичную отточенность и лаконичност песен, но отметили, что «Уоллен не обновил свою основополагающую смесь южного трэпа, поп-кантри и альтернативного рока, и не возродил рецепт, который штамповал мегахиты с 90-х», а ключевая связующая ткань и образы последних двух альбомов Уоллена (виски, поездки по маленькому городку и его бывшие) «по мере развития пластинки начинают выглядеть скорее шаблонными, чем тотемными». Меган Гарви из Pitchfork написала в пецензии: «Четвёртый альбом кантри-звезды растянулся на два абсурдных и бессмысленных часа. Но в этом потоке скрыта притягательная нить паранойи и фатализма». Сходный итог был подведён Маурой Джонстон в её рецензии в Rolling Stone: «Четвертый альбом мегазвезды кантри-музыки собрал в себе захватывающие песни и противоречия, которые можно либо любить, либо ненавидеть». Она также отметила, что «его отполированный (хотя и слегка суровый) кантри-рок, как представление формы, является хорошо сделанным и цепляющим, хотя и не застрахованным от случайных стилистических отклонений», и признала что «Уоллен — одна из крупнейших звёзд современности. Да, его публичное поведение и кантри-атрибуты музыки — от многочисленных реверансов до виски, банджо и мандолин — могут создавать впечатление, что он более склонен к одной из сторон постоянно растущего политического раскола 2025 года. Но позиция „люби меня или оставь меня“, которая оживляет его мрачные песни, такая же американская, как яблочный пирог — или яблочный виски».

## Коммерческие показатели

### В мире
В Соединенном Королевстве альбом I’m the Problem дебютировал на первом месте в чарте альбомов Великобритании UK Albums Chart по версии Official Charts Company. Он стал первым альбомом Уоллена номер один в Соединенном Королевстве и позволило ему стать всего лишь пятым кантри-исполнителем, дебютировавшим на первой строчке британского чарта после Тейлор Свифт, Шанайя Твейн, Бейонсе и Post Malone.

### США
В чарте от 31 мая 2025 года альбом дебютировал на первом месте Billboard 200, став третьим чарттоппером Уоллена. Тираж составил 493000 альбомных единиц, включая 51000 цифровых загрузок, 48000 виниловых дисков (лучшая неделя на виниле в истории Уоллена и самая большая неделя для кантри-альбома в 2025 году) и 34000 компакт-дисков, а также 357000 стриминговых единиц (или 462,63 млн потоков on-demand и дебют на № 1 в Top Album Sales) и 3000 трековых TEA-единиц. Альбом в четвёртый раз в карьере Уоллена возглавил кантри-чарт Top Country Albums.
За вторую неделю релиза было продано 286 000 экземпляров, а за третью — 246 000,, что составило за три недели 1 025 000 экземпляров (превысив трехнедельный показатель его предыдущего студийного альбома One Thing at a Time).
31 мая 2025 года вместе с дебютом альбома сразу 37 треков Уоллена вошли в Billboard Hot 100 (из 37 альбомных треков вошли все, кроме «Lies Lies Lies», но плюс прошлогодний чарттоппер «I Had Some Help», итого 37 треков в одну неделю, что стало рекордом в истории чарта). Первые три места заняли «What I Want» (№ 1, четвёртый чарттоппер Уоллена), «Just in Case» (№ 2) и «I’m the Problem» (№ 3). С учётом 29 дебютов у Уоллена стало 105 хитов в Hot 100, восемь в топ-5, 17 в топ-10, 29 в топ-20 и 48 в топ-40.
У Уоллена в общей сложности шесть песен в топ-10 последнего чарта Hot 100, причем «I Got Better» также дебютировала на 7-м месте, а «Superman» поднялась с 16-го на 8-е место во второй неделе пребывания в чарте. На данный момент он имеет девять песен из альбома I’m the Problem в топ-10; только альбомы Тейлор Свифт The Tortured Poets Department и Midnights (по 10 песен в топ-10) превзошли этот результат, а альбом Дрейка Certified Lover Boy также имеет девять песен в топ-10.
Было установлено два исторических рекорда: 37 треков одного исполнителя в чарте одновременно и 36 треков с одного альбома (прошлые рекорды также принадлежали Уоллену). Впервые все первые десять мест в топ-10 кантри-чарта Hot Country Songs заняли песни одного исполнителя (Уоллена). Также впервые 36 треков из одного альбома вошли в Hot Country Songs (все кроме «Lies Lies Lies»). Уоллен увеличил общее количество топ-10 в Hot Country Songs до 40. Начиная с его первой недели в списке от 12 мая 2018 года с песней «Up Down» (при участии Florida Georgia Line), его 40 топ-10 — это почти в два раза больше, чем у занявшего второе место Люка Комбса (21 за этот период).
Топ-10. В чарте от 5 июля 2025 года Морган Уоллен шестую неделю подряд попадает в первую десятку рейтинга Hot 100 с тремя+ своими песнями одновременно, превзойдя Кендрика Ламара по количеству таких недель в 2025 году (одновременно и три альбома Уоллена находятся в топ-10 Billboard 200 вторую неделю подряд).
19 июля трек «What I Want» лидировал 8-ю неделю в кантри-чарте, а Морган Уоллен увеличил свой рекорд по числу одновременно находящихся в топ-10 его песен. Теперь он разместил пять своих песен в топ-10 Hot Country Songs. С момента своего первого такого успеха в январе 2021 года, это уже 29-я неделя, в течение которой его песни занимает по меньшей мере половину первой десятки чарта — ни один другой артист не достигал такого результата более одной недели (Бейонсе в 2024 году, а Зак Брайан и Тейлор Свифт в 2023 году).
Топ-5. 12 июля Морган Уоллен регистрирует свою пятую неделю в 2025 году с по крайней мере тремя песнями в пятерке лучших Hot 100 одновременно, так как «What I Want» с Тейт Макрей удерживается на 2-м месте (и шестую неделю возглавляет Streaming Songs и 7-ю неделю № 1 в Hot Country Songs), «Just in Case» поднимается на с четвёртого на третье место, а «I’m the Problem» удерживается на 5-м месте.

## Список композиций
| №   | Название                                          | Автор(ы) | Продюсеры                 | Длительность |
| --- | ------------------------------------------------- | --- | ------------------------- | ------------ |
| 1.  | «I’m the Problem»                                 | Морган Уоллен Ryan Vojtesak Ernest Keith Smith Grady Block Jamie McLaughlin                                               | Charlie Handsome Joey Moi | 2:57         |
| 2.  | «I Got Better»                                    | Уоллен Vojtesak Smith Michael Hardy Chase McGill Blake Pendergrass                                                        | Moi                       | 3:24         |
| 3.  | «Superman»                                        | Уоллен Vojtesak Pendergrass James Maddocks John Byron                                                                     | Jacob Durrett Moi         | 3:09         |
| 4.  | «What I Want» (при участии Тейт Макрей)           | Уоллен Tate McRae Jacob Kasher Hindlin Vojtesak Byron Joe Reeves                                                          | Handsome Moi              | 3:04         |
| 5.  | «Just in Case»                                    | Морган Уоллен John Byron Jacob Kasher Hindlin Vojtesak Josh Thompson Blake Pendergrass Alex Bak                           | Handsome Moi              | 2:46         |
| 6.  | «Interlude»                                       | Уоллен Vojtesak Pendergrass Byron Rocky Block                                                                             | Handsome                  | 0:44         |
| 7.  | «Falling Apart»                                   | Уоллен Vojtesak Thompson Pendergrass                                                                                      | Durrett Mou               | 3:18         |
| 8.  | «Skoal, Chevy, and Browning»                      | McGill Josh Miller Joe Fox                                                                                                | Moi                       | 3:42         |
| 9.  | «Eyes Are Closed»                                 | Уоллен Vojtesak Pendergrass Byron                                                                                         | Durrett Mou               | 3:17         |
| 10. | «Kick Myself»                                     | Уоллен Vojtesak Smith Maddocks Block                                                                                      | Moi                       | 2:39         |
| 11. | «20 Cigarettes»                                   | Pendergrass McGill Miller Chris LaCorte                                                                                   | Moi                       | 2:40         |
| 12. | «TN»                                              | Уоллен Vojtesak Эшли Горли Tyler Phillips Geoff Warburton Byron McGill                                                    | Durrett Mou               | 3:05         |
| 13. | «Missing»                                         | Уоллен Vojtesak Thompson Pendergrass McGill Luis Witkiewitz                                                               | Handsome Moi              | 3:02         |
| 14. | «Where'd That Girl Go»                            | Уоллен Vojtesak Pendergrass Byron Block Phillips Warburton                                                                | Handsome Moi              | 2:31         |
| 15. | «Genesis»                                         | Уоллен Vojtesak Pendergrass Maddocks Byron Block Jacob Durrett                                                            | Moi                       | 3:15         |
| 16. | «Revelation»                                      | Nicolle Galyon Rodney Clawson Chris Tompkins Trannie Anderson                                                             | Durrett Mou               | 3:29         |
| 17. | «Number 3 and Number 7» (при участии Эрика Чёрча) | Pendergrass Block | Moi                       | 3:15         |
| 18. | «Kiss Her in Front of You»                        | Vojtesak Горли Byron Phillips Jaxson Free                                                                                 | Durrett Handsome Moi      | 2:58         |
| 19. | «If You Were Mine»                                | Tompkins David Garcia Jessie Jo Dillon Warburton                                                                          | Moi                       | 2:47         |
| 20. | «Don’t We»                                        | Уоллен Vojtesak Горли Pendergrass Byron Block                                                                             | Handsome Moi              | 3:11         |
| 21. | «Come Back As a Redneck» (при участии Hardy)      | Уоллен Hardy Vojtesak Smith Maddocks                                                                                      | Moi                       | 3:58         |
| 22. | «Love Somebody»                                   | Уоллен Vojtesak Hindlin Горли Nicholas Gale Shaun Frank Мартина Сорбара Steve Mastroianni Yaakov Gruzman Elof Loelv Byron | Charlie Handsome Joey Moi | 3:24         |
| 23. | «Dark Til Daylight»                               | Tompkins Jimmy Robbins Block                                                                                              | Moi                       | 3:55         |
| 24. | «The Dealer» (при участии Ernest)                 | Pendergrass | Moi                       | 3:03         |
| 25. | «Leavin's the Least I Could Do»                   | Уоллен Vojtesak Smith Hardy Miller                                                                                        | Moi                       | 3:07         |
| 26. | «Jack and Jill»                                   | Ned Cameron Jared Mullins Jacob Hackworth                                                                                 | Moi                       | 3:40         |
| 27. | «I Ain’t Comin’ Back» (при участии Post Malone)   | Уоллен Остин Пост Луи Белл Vojtesak Smith Hardy                                                                           | Moi                       | 2:55         |
| 28. | «Nothin' Left»                                    | Miller Matt Jenkins Greylan James                                                                                         | Durrett Mou               | 2:42         |
| 29. | «Drinking Till It Does»                           | Thompson Robbins | Moi                       | 3:10         |
| 30. | «Smile»                                           | Уоллен Vojtesak Smith Byron Block Witkiewitz                                                                              | Charlie Handsome Joey Moi | 3:44         |
| 31. | «Working Man’s Song»                              | Уоллен Vojtesak Pendergrass Block Miller                                                                                  | Moi                       | 4:16         |
| 32. | «Whiskey in Reverse»                              | Уоллен Vojtesak Smith Hardy                                                                                               | Moi                       | 3:57         |
| 33. | «Crazy Eyes»                                      | Tompkins J. Dillon Miller Daniel Ross                                                                                     | Moi                       | 3:18         |
| 34. | «LA Night»                                        | Tompkins Miller Travis Wood                                                                                               | Handsome Moi              | 2:49         |
| 35. | «Miami»                                           | Уоллен Vojtesak Smith Hardy Dean Dillon Hank Cochran Royce Porter Pendergrass McGill                                      | Handsome Moi              | 3:25         |
| 36. | «Lies Lies Lies»                                  | Tompkins J. Dillon Miller Ross                                                                                            | Moi                       | 3:18         |
| 37. | «I'm a Little Crazy»                              | Hardy Jameson Rodgers Hunter Phelps Smith Ahnquist                                                                        | Moi                       | 3:19         |

Замечание
- Физические издания альбома состоят из двух дисков. Диск 1 содержит треки 1-19, а диск 2 — треки 20-37[36].
- 25 июля 2025 года вышел ремикс песни «Miami» с участием американских рэперов Лил Уэйна и Рика Росса. В новой версии песни также присутствуют элементы кантри-хита Кита Уитли[англ.] 1985 года «Miami, My Amy[англ.]», написанного Дином Диллоном[англ.], Хэнком Кокраном[англ.] и Ройсом Портером.[37].

## Чарты

### Еженедельные чарты
| Чарт (2025)                              | Высшая позиция |
| ---------------------------------------- | -------------- |
| Австралия (ARIA)                         | 1              |
| Австралия (Country Albums, ARIA)         | 1              |
| Канада (Canadian Albums Chart)           | 1              |
| Нидерланды (Album Top 100)               | 7              |
| Германия (Offizielle Top 100)            | 40             |
| Ирландия (Irish Albums Chart)            | 2              |
| Новая Зеландия (RMNZ)                    | 1              |
| Норвегия (VG-lista)                      | 1              |
| Шотландия (Scottish Albums Chart)        | 1              |
| Швеция (Sverigetopplistan)               | 53             |
| Швейцария (Schweizer Hitparade)          | 14             |
| Великобритания (UK Albums Chart)         | 1              |
| Великобритания (UK Country Albums Chart) | 1              |
| США (Billboard 200)                      | 1              |
| США (Billboard Top Country Albums)       | 1              |

## Сертификации
| Регион                                                                      | Сертификация  | Продажи |
| --------------------------------------------------------------------------- | ------------- | ------- |
| Австралия (ARIA)                                                            | Золотой       | 35 000  |
| Канада (Music Canada)                                                       | 3× Платиновый | 240 000 |
| Данные о продажах + прослушиваниях приведены только на основе сертификации. |               |         |

### Комментарии
1. ↑  «Just in Case» дебютировал на 4-м месте в Billboard Hot 100, став 14-м хитом Уоллена в топ-10 и рекордным пятым с альбома ещё до его выхода. (Также в последнем Hot 100 шестая песня с альбома I’m the Problem - «I’m a Little Crazy» - дебютирует под номером 17). Ранее в топ-10 дебютировали:
  - «I’m the Problem» — № 2, в чарте от 15 февраля 2025;
  - «Smile» — № 4, 18 января 2025;
  - «Love Somebody» — № 1, 2 ноября 2024;
  - «Lies Lies Lies» — № 7, июль 2024.

Ранее альбомы Post Malone «Hollywood’s Bleeding» (2019) и Тейлор Свифт «Red» (2012) четырежды попадали в топ-10 своими песнями, прежде чем дебютировать на первом месте в чарте альбомов Billboard 200[7].
2. ↑  Ранее Уоллен лидировал в Billboard 200 с альбомами One Thing at a Time (19 недель на № 1 в 2023 году) и Dangerous: The Double Album (10 недель на № 1 в 2021 году). Причём оба сразу дебютировали на первом месте и ни разу не покидали топ-50. Альбом I’m the Problem был официально анонсирован в середине марта, и ему предшествовали восемь песен, вошедших в чарт Billboard Hot 100 за последние 10 месяцев, все из которых достигли первой двадцатки чарта, включая рекордные шесть в топ-10 (самое большое в истории число хитов в топ-10 из одного альбома ещё до его выхода). Среди них — песня № 1 «Love Somebody», дебютировавшая на вершине списка в ноябре 2024 года, и заглавный трек альбома (№ 2 в феврале)[27].
3. ↑  В хит-параде США Billboard Hot 100 31 мая 2025 года вместе с дебютом альбома сразу 37 треков Уоллена вошли в это основной американский чарт (увеличение рекорда, ранее установленного самим же Уолленом):

№ 1, «What I Want» feat. Tate McRae;

№ 2, «Just in Case» (подъём с № 11; новая высшая позиция);

№ 3, «I’m the Problem» (подъём с № 6; ранее поднимался до № 2);

№ 7, «I Got Better»;

№ 8, «Superman» (подъём с № 16; новая высшая позиция);

№ 10, «Love Somebody» (подъём с № 18; был № 1 одну неделю);

№ 15, «I Ain’t Comin’ Back» feat. Post Malone (подъём с № 25; вершина была на № 8);
№ 19, «I Had Some Help»; Post Malone feat. Wallen (спуск с № 13; ранее был на № 1 шесть недель);
№ 20, «20 Cigarettes»;
№ 21, «Kick Myself»;
№ 22, «Eyes Are Closed»;
№ 25, «Falling Apart»;
№ 29, «Skoal, Chevy, And Browning»;
№ 31, «TN»;
№ 32, «Where’d That Girl Go»;
№ 34, «Kiss Her in Front of You»;
№ 40, «I’m a Little Crazy» (подъём с № 52; вершина была на № 17);
№ 41, «If You Were Mine»;
№ 42, «Missing»;
№ 45, «Smile» (подъём с № 68; вершина была на № 4);
№ 46, «Genesis»;
№ 48, «Don’t We»;
№ 50, «Dark Til Daylight»;
№ 51, «Interlude»;
№ 52, «Number 3 and Number 7» feat. Eric Church;
№ 54, «Revelation»;
№ 60, «Jack and Jill»;
№ 63, «Come Back as a Redneck»;
№ 65, «Miami»;
№ 69, «The Dealer» feat. ERNEST;
№ 70, «Leavin’s the Least I Could Do»;
№ 72, «Drinking Til It Does»;
№ 73, «Nothin’ Left»;
№ 79, «LA Night»;
№ 83, «Whiskey in Reverse»;
№ 84, «Working Man’s Song»;
№ 88, «Crazy Eyes»[32].
4. ↑  Всего у Моргана Уоллена было восемь недель с не менее, чем тремя своими песнями в Топ-10 Hot 100. По этому показателю он обогнал Тейлор Свифт, а уступает таким музыкантам: 19, Drake; 15, 50 Cent; 11, Justin Bieber; 10, The Beatles; 10, Kendrick Lamar; 9, T-Pain; 8, Sabrina Carpenter; 8, Morgan Wallen; 7, Taylor Swift[33]
5. ↑  12 июля Морган Уоллен регистрирует свою пятую неделю в 2025 году с по крайней мере тремя песнями в пятёрке лучших Hot 100 одновременно, так как «What I Want» с Тейт Макрей удерживается на 2-м месте (и шестую неделю возглавляет Streaming Songs и 7-ю неделю № 1 в Hot Country Songs), «Just in Case» поднимается на с четвёртого на третье место, а «I’m the Problem» удерживается на 5-м месте. Уоллен делит с Кендриком Ламаром наибольшее количество недель с тремя или более одновременными хитами в пятёрке лучших за один год среди солистов, а Ламар также имел три таких недели в этом году. Среди всех артистов только The Beatles в своём историческом прорыве 1964 года могли похвастаться большим количеством таких успешных недель (восемь). Начиная с запуска Hot 100 в 1958 году, это пятая неделя Уоллена с тремя или более одновременными хитами в пятёрке лучших (все с мая) делит его с Джастином Бибером, занимая четвёртое место. The Beatles лидируют с восемью такими неделями, за ними следуют Дрейк и Ламар с шестью каждый[34].
6. ↑  19 июля Морган Уоллен отмечает свою десятую неделю карьеры, одновременно как минимум с тремя хитами в топ-10 Hot 100 (и 8-ю неделю в 2025 году): «What I Want» (№ 3), «Just in Case» (№ 4) и «I’m the Problem» (8). Ранее такого результата достигали лишь пять артистов, и ни один из них не был признанным кантри-исполнителем. Его альбом I’m the Problem, давший начало всем трём его текущим хитам, входящим в топ-10, уже восьмую неделю занимает первое место в Billboard 200[35].
7. ↑  Морган Уоллен делит с Кендриком Ламаром наибольшее количество недель с тремя или более одновременными хитами в пятерке лучших за один год среди солистов, а Ламар также имел три таких недели в этом году. Среди всех артистов только The Beatles в своем историческом прорыве 1964 года могли похвастаться большим количеством таких успешных недель (восемь). Начиная с запуска Hot 100 в 1958 году, это пятая неделя Уоллена с тремя или более одновременными хитами в пятерке лучших (все с мая) делит его с Джастином Бибером, занимая четвертое место. The Beatles лидируют с восемью такими неделями, за ними следуют Дрейк и Ламар с шестью каждый. Аналогичным образом Уоллен включил пять своих песен в топ-10 Hot Country Songs. С момента его первой такой недели в январе 2021 года это уже 28-я неделя, в течение которой он занимает по крайней мере половину первой десятки списка — ни один другой артист не удостаивался этой чести больше одной недели (Бейонсе в 2024 году, а Зак Брайан и Тейлор Свифт в 2023 году оба)[34]